# Малка Арда (река)
 Тази статия е за реката в Смолянска област.  За едноименното село вижте Малка Арда.  
Малка Арда е река в Южна България, област Смолян, общини Смолян и Баните, ляв приток на Арда. Дължината ѝ е 40,8 km. Отводнява югоизточните части на Переликско-Преспанския дял на Западните Родопи.
Река Малка Арда води началото си под името Мразлив дол от местността Момина вода на 1716 m н.в. в Переликско-Преспанския дял на Западните Родопи, северно от хижа „Момчил юнак“. До село Славейно тече на югоизток, а след това до устието си – на изток-югоизток в тясна и дълбока долина със слаба залесеност. В района на село Баните реката преминава през малко долинно разширение, след което долината ѝ става каньоновидна и труднопроходима в множество планински меандри. Влива се отляво в река Арда, на 488 m н.в., на 2 km южно от село Гълъбово, община Баните.
Реката има много слабо развит водосборен басейн, като площта му е 142 km2, което представлява 2,45% от водосборния басейн на река Арда. Основни притоци: → ляв приток, ← десен приток
- ← Кучуковица
- ← Бълшенска река
- ← Виевска река
- → Блатовска река

Малка Арда има дъждовно-снежно подхранване с максималния отток през януари, а минимален – август. Среден годишен отток при село Баните 2,11 m3/s.
По течението на реката са разположени 5 села:
- Община Смолян – Кутела, Славейно, Петково;
- Община Баните – Малка Арда, Оряховец, Баните.

По долината на реката на протежение от 14,3 km между селата Славейно и Баните преминава участък от третокласен път № 863 Соколовци – Славейно – Баните.
Животинският свят е представен от различни риби (дъгова пъстърва, мряна и др.), земноводни (жълтокоремна бумка, горска дългокрака жаба и др.), влечуги (жълтоуха водна змия) и др.

## Топографска карта
- Лист от карта K-35-74. Мащаб: 1 : 100 000.
- Лист от карта K-35-86. Мащаб: 1 : 100 000.
- Лист от карта K-35-87. Мащаб: 1 : 100 000.